# انرژی آبی (فیلم)
«انرژی آبی» (انگلیسی: Water Power (film)) فیلمی در ژانر پورنوگرافی به کارگردانی جرارد دامیانو است که در سال ۱۹۷۶ منتشر شد. از بازیگران آن می‌توان به جیمی گیلیس، گلوریا لئونارد، و شارون میچل اشاره کس